# ドミトリー・パラマルチュク
ドミトリー・パラマルチュク（Dmitri Palamarchuk ウクライナ語: Дмитро Паламарчук, 1979年12月17日 - ）は、ウクライナ出身の男性フィギュアスケート選手。2002年ソルトレイクシティオリンピックペアウクライナ代表。1998年、1999年世界ジュニア選手権ペアチャンピオン。パートナーはタチアナ・チュバエワ、ユリア・オベルタス、アレクサンドラ・テテンコ。

## 経歴
ウクライナのドニプロペトロウシクに生まれ、4歳のころにスケートを始めた。当初はユリア・オベルタスとペアを結成し、1997-1998年シーズンより創設されたばかりのISUジュニアシリーズ（現在のISUジュニアグランプリ）に参戦。JGPファイナルでは初代優勝ペアとなり、世界ジュニアフィギュアスケート選手権を制した。翌1998-1999年シーズンもJGPファイナルと世界ジュニア選手権の2冠を達成する。
1999-2000年シーズンにはシニアクラスのISUグランプリシリーズにも参戦。ISUグランプリシリーズではメダルこそ無かったものの、ネーベルホルン杯では3位と健闘した。3連覇の懸かった世界ジュニアでは、同じウクライナのアリオナ・サフチェンコ&スタニスラフ・モロゾフ組に敗れ2位となる。2度目の出場となった2000年世界選手権ではフリースケーティングのリフトで転倒し棄権。直後にユリア・オベルタスとのペアを解消し、新たにタチアナ・チュバエワとペアを結成。
2001-2002年シーズン、ソルトレイクシティオリンピックに出場したが16位と振るわなかった。翌2002-2003年シーズンをもってチュバエワとのペアも解散する。2005-2006年シーズンにアレクサンドラ・テテンコとペアを組み2006年トリノオリンピックを目指したが、ウクライナ選手権で3位に終わりオリンピック出場は叶わなかった。

## 主な戦績
- 1999-00まではユリア・オベルタスとのペア。
- 2000-03はタチアナ・チュバエワとのペア。
- 2005-06はアレクサンドラ・テテンコとのペア

| 大会/年                       | 1997-98 | 1998-99 | 1999-00 | 2000-01 | 2001-02 | 2002-03 | 2005-06 |
| ----------------------------- | ------- | ------- | ------- | ------- | ------- | ------- | ------- |
| オリンピック                  |         |         |         |         | 16      |         |         |
| 世界選手権                    |         |         |         |         | 16      |         |         |
| 欧州選手権                    |         |         |         | 棄権    | 6       | 10      |         |
| ウクライナ選手権              |         | 1       | 2       | 3       | 1       | 1       | 3       |
| GPスケートアメリカ            |         |         |         |         |         | 8       |         |
| GPスケートカナダ              |         |         | 5       |         |         | 9       |         |
| GPネイションズ杯              |         |         |         |         | 6       |         |         |
| GPエリック杯                  |         |         | 7       |         |         | 9       |         |
| スケートイスラエル            |         |         | 1       |         |         |         |         |
| フィンランディア杯            |         |         |         |         |         | 1       |         |
| ネーベルホルン杯              |         |         | 3       |         | 5       |         |         |
| 世界Jr.選手権                 | 1       | 1       | 2       | 12      |         |         |         |
| JGPファイナル                 | 1       | 1       |         |         |         |         |         |
| JGPサン・ジェルヴェ           |         | 1       |         |         |         |         |         |
| JGPブラオエン・シュベルター杯 | 2       |         |         |         |         |         |         |
| JGPウクライナ記念             | 1       |         |         |         |         |         |         |

### 詳細
| 2002-2003 シーズン       |                                                        |    |    |      |
| 開催日                   | 大会名                                                 | SP | FS | 結果 |
| 2003年1月20日 - 26日     | 2003年ヨーロッパフィギュアスケート選手権（マルメ）     | 10 | 10 | 10   |
| 2002年11月14日 - 17日    | ISUグランプリシリーズ ラリック杯（パリ）               | 10 | 9  | 9    |
| 2002年10月31日 - 11月3日 | ISUグランプリシリーズ スケートカナダ（ケベックシティ） | 7  | 9  | 9    |
| 2002年10月23日 - 27日    | ISUグランプリシリーズ スケートアメリカ（スポケーン）   | 8  | 8  | 8    |
| 2002年10月4日 - 6日      | フィンランディア杯（ヘルシンキ）                       | 1  | 2  | 1    |